# Gary Ruvkun
Gary Bruce Ruvkun (Berkeley (Californië), 26 maart 1952) is een Amerikaans moleculair bioloog en Nobelprijswinnaar aan het Massachusetts General Hospital en hoogleraar genetica aan de Harvard Medical School in Boston. Samen met Victor Ambros ontving Ruvkun in 2024 de Nobelprijs voor Fysiologie of Geneeskunde voor zijn onderzoek naar microRNA.

## Biografie
Ruvkun werd geboren in een Joods gezin, als zoon van Samuel en Dora (Gurevich) Ruvkun. Hij behaalde in 1973 een Bachelor of Arts (BA) met een hoofdvak in biofysica aan de Universiteit van Californië - Berkeley. In 1982 promoveerde hij in de biofysica aan de Harvard-universiteit. Hij voerde zijn doctoraatsstudies uit in het laboratorium van Frederick M. Ausubel, waar hij onderzoek deed naar bacteriële stikstofbindingsgenen. Ruvkun voltooide postdoctoraal onderzoek met Nobellaureaat H. Robert Horvitz aan het Massachusetts Institute of Technology (MIT) en met Nobellaureaat Walter Gilbert van Harvard.

## Werk
Samen met Ambros heeft Ruvkun de eerste baandoorbrekende inzichten vervorwen in microRNA, moleculen die belangrijke functies reguleren bij de genexpressie in zowel dieren (inclusief mensen) als planten.
Het eerste voorbeeld van microRNA was lin-4, waarvan de functie aanvankelijk werd onderzocht bij de rondworm C. elegans. In 2000 deed Ruvkun verslag van een ander microRNA-molecuul, genaamd let-7, dat de expressie vijf genen reguleert en een belangrijke ontwikkelingsfunctie vervuld bij hogere organismen. In tussen zijn honderden verschillende microRNA's beschreven door Ruvkun en zijn onderzoeksgroep. Tevens houdt hij zich bezig met onderzoek naar RNA-interferentie.

## Erkenning
Ruvkun mocht voor zijn werk meerdere nationale en internationale onderscheidingen ontvangst nemen, waaronder:
- 2004: Rosenstiel Award voor onderscheidend werk in medisch onderzoek van de Brandeis-university (mede-ontvanger met Craig Mello, Andrew Fire en Victor Ambros)
- 2008: Warren Triennial Prize, Massachusetts General Hospital (mede-ontvanger met Victor Ambros)
- 2008: Gairdner Foundation International Award (mede-ontvanger met Victor Ambros)
- 2008: Benjamin Franklin Medal voor levenswetenschappen van het Franklin Institute (mede-ontvanger met Victor Ambros en David Baulcombe)
- 2008: Lasker Foundation Award voor fundamenteel medisch onderzoek (mede-ontvanger met Victor Ambros en David Baulcombe)
- 2009: Louisa Gross Horwitz-prijs, Columbia-universiteit (mede-ontvanger met Victor Ambros)
- 2009: Massry Prize van de Keck School of Medicine, University of Southern California (mede-ontvanger met Victor Ambros)
- 2011: Internationale Dan David-prijs, toegekend door de Universiteit van Tel Aviv, Israël (mede-ontvanger met Cynthia Kenyon)
- 2012: Dr. Paul Janssen Award voor biomedisch onderzoek van Johnson & Johnson (mede-ontvanger Victor Ambros)
- 2014: Gruber Prize in Genetics van de Gruber Foundation (mede-ontvanger met Victor Ambros en David Baulcombe)
- 2014: Wolfprijs voor Geneeskunde van de Wolf Foundation (mede-ontvanger met Victor Ambros)
- 2015: Breakthrough Prize in Life Sciences (mede-ontvanger met Charles David Allis, Victor Ambros, Alim Louis Benabid, Jennifer Doudna en Emmanuelle Charpentier)
- 2016: March of Dimes Prize in Developmental Biology (mede-ontvanger met Victor Ambros)
- 2024: Nobelprijs voor Fysiologie of Geneeskunde (mede-ontvanger met Victor Ambros)

1901: Behring · 
1902: Ross · 
1903: Finsen · 
1904: Pavlov · 
1905: Koch · 
1906: Golgi, Ramón y Cajal · 
1907: Laveran · 
1908: Mechnikov, Ehrlich · 
1909: Kocher · 
1910: Kossel · 
1911: Gullstrand · 
1912: Carrel · 
1913: Richet ·
1914: Bárány · 
1919: Bordet · 
1920: Krogh · 
1922: Hill, Meyerhof · 
1923: Banting, Macleod · 
1924: Einthoven ·
1926: Fibiger · 
1927: Wagner-Jauregg · 
1928: Nicolle · 
1929: Eijkman, Hopkins · 
1930: Landsteiner · 
1931: Warburg · 
1932: Sherrington, Adrian · 
1933: Morgan · 
1934: Whipple, Minot, Murphy · 
1935: Spemann · 
1936: Dale, Loewi · 
1937: Szent-Györgyi · 
1938: Heymans · 
1939: Domagk · 
1943: Dam, Doisy · 
1944: Erlanger, Gasser · 
1945: Fleming, Chain, Florey · 
1946: Muller · 
1947: C. Cori, G. Cori, Houssay · 
1948: Müller · 
1949: Hess, Moniz · 
1950: Kendall, Reichstein, Hench · 
1951: Theiler · 
1952: Waksman · 
1953: Krebs,Lipmann ·
1954: Enders, Weller, Robbins · 
1955: Theorell · 
1956: Cournand, Forssmann, Richards · 
1957: Bovet · 
1958: Beadle, Tatum, Lederberg · 
1959: Ochoa, Kornberg · 
1960: Burnet, Medawar · 
1961: Békésy · 
1962: Crick, Watson, Wilkins · 
1963: Eccles, Hodgkin, Huxley · 
1964: Bloch, Lynen · 
1965: Jacob, Lwoff, Monod · 
1966: Rous, Huggins · 
1967: Granit, Hartline, Wald · 
1968: Holley, Khorana, Nirenberg · 
1969: Delbrück, Hershey, Luria · 
1970: Katz, Euler, Axelrod · 
1971: Sutherland · 
1972: Edelman, Porter · 
1973: Frisch, Lorenz, Tinbergen · 
1974: Claude, De Duve, Palade · 
1975: Baltimore, Dulbecco, Temin ·
1976: Blumberg, Gajdusek · 
1977: Guillemin, Schally, Yalow · 
1978: Arber, Nathans, Smith · 
1979: Cormack, Hounsfield · 
1980: Benacerraf, Dausset, Snell · 
1981: Sperry, Hubel, Wiesel · 
1982: Bergström, Samuelsson, Vane · 
1983: McClintock · 
1984: Jerne, Köhler, Milstein · 
1985: Brown, Goldstein · 
1986: Cohen, Levi-Montalcini · 
1987: Tonegawa · 
1988: Black, Elion, Hitchings · 
1989: Bishop, Varmus · 
1990: Murray, Thomas · 
1991: Neher, Sakmann · 
1992: Fischer, Krebs · 
1993: Roberts, Sharp · 
1994: Gilman, Rodbell · 
1995: Lewis, Nüsslein-Volhard, Wieschaus · 
1996: Doherty, Zinkernagel · 
1997: Prusiner · 
1998: Furchgott, Ignarro, Murad · 
1999: Blobel · 
2000: Carlsson, Greengard, Kandel ·
2001: Hartwell, Hunt, Nurse · 
2002: Brenner, Horvitz, Sulston · 
2003: Lauterbur, Mansfield · 
2004: Axel, Buck · 
2005: Marshall, Warren ·
2006: Fire, Mello ·
2007: Capecchi, Smithies, Evans ·
2008: Zur Hausen, Barré–Sinoussi, Montagnier ·
2009: Blackburn, Greider, Szostak ·
2010: Edwards ·
2011: Beutler, Hoffmann, Steinman ·
2012: Gurdon, Yamanaka ·
2013: Rothman, Schekman, Südhof ·
2014: O'Keefe, Moser, Moser ·
2015: Campbell, Omura, Tu ·
2016: Osumi ·
2017: Hall, Rosbash, Young ·
2018: Allison, Honjo ·
2019: Kaelin, Ratcliffe, Semenza ·
2020: Alter, Houghton, Rice ·
2021: Julius, Patapoutian ·
2022: Pääbo ·
2023: Karikó, Weissman ·
2024: Ambros, Ruvkun
- Gemeinsame Normdatei: 1344158242
- International Standard Name Identifier: 0000 0000 2522 0844
- Library of Congress Control Number: n85804551
- ORCID: 0000-0002-7473-8484
- Semantic Scholar: 2215680
- Virtual International Authority File: 53156112
- WorldCat: E39PBJhdfkGW3gxvR7jmmgDH4q